# Pseudanthias georgei
Pseudanthias georgei es una especie de peces de la familia Serranidae en el orden de los Perciformes.

## Hábitat
Es un pez  de mar de clima templado que vive hasta los 130 m de profundidad.

## Distribución geográfica
Es un endemismo de la costa occidental de Australia.